# Херсонский литейный пушечный завод
Херсонский литейный пушечный завод — оружейный завод, основанный в апреле 1790 года в Херсоне. Осуществлял переплавку непригодных орудий, свозившихся в Херсонскую крепость из упразднённых и павших крепостей (эта идея принадлежала Григорию Потемкину). В 1834 году переведён в Николаев.
Из доклада вице-адмирала Николая Мордвинова адмиралтейской коллегии об основании литейного пушечного завода в Херсоне (13 ноября 1794 года):

Прошедшего 1790 г. апреля 17 дня секунд-майор Ассон Струговщиков… обязался соорудить собственным своим коштом литейный пушечный завод в Херсоне, и из 100 000 пуд. казенной меди, в течение трех лет, делать на оном орудия разных калибров, с тем условием, дабы ему от каждых 40 фунтов на угар по 10, да за работу и на всякие при деле издержки по 5 фунтов дано было; прочие же 25 фунтов в вылитых годных орудиях обращать в казну…

## История завода
В 1789 году в виду Русско-турецкой войны генерал-фельдмаршал князь Потёмкин принял решение о строительстве литейного завода в Малороссии, в Херсоне. Исполнителем решения стал секунд-майор Ассон Струговщиков, представитель одного из старинных родов московского первогильдейного купечества, перешедшего на военную службу для возможности выбиться в дворянское сословие. В апреле 1790 года завод был открыт.
Первая остановка завода, произошла в сентябре 1793 года из-за кончины его основателя Ассона Струговщикова. Его вдова, ставшая владелицей завода, обратилась с просьбой принять завод в государственную собственность, как это и предусматривалось договором. После перевода завода в госсобственность, он стал использоваться не только для изготовления орудий, но и для литья различных корабельных медных изделий. В 1794 году состоялся перевод заводских военнослужащих из Сухопутного в Морское ведомство.
В 1800 году массовым видом продукции завода стали медные гвозди, потребность в которых постоянно увеличивалась в связи с применением на южных верфях листовой меди для обшивки подводной части линейных кораблей и фрегатов.
В декабре 1809 года купец Щукин, подал прошение о передаче ему литейного завода для приведения в прежнее состояние. Он предлагал перерабатывать на заводе скопившийся в черноморских адмиралтействах чугунный и медный лом. Предложение Щукина не получило поддержки, и завод на протяжении многих лет был не полностью загружен, занимаясь отливкой и отделкой различных мелких изделий из чугуна и меди.
В 1833 году работа по оживлению завода так и не была выполнена, так как вновь стал подниматься вопрос о сооружении нового литейного завода.
В июне 1834 года было предписано перевести завод в Николаев к осени текущего года. В начале осени оборудование Херсонского литейного завода, инструменты, материалы и мастеровые были доставлены в Николаев. Завод разместили в бывшем угольном сарае, переоборудованном под литейную мастерскую, рабочих поместили в кузнице, переделанной под казарму. Работы по передислокации завода в Николаев завершились в конце октября.